# アンドリュー・フィールディング・ハクスリー
アンドリュー・フィールディング・ハクスリー（Andrew Fielding Huxley、1917年11月22日 - 2012年5月30日）は、ロンドン出身のイギリスの生理学者で生物物理学者。
中枢神経系の調節に応じて各器官が動くために必要な、神経細胞の活動電位の研究により、アラン・ロイド・ホジキンとともに1963年度のノーベル生理学・医学賞を受賞した。1963年にはシナプスの研究者のジョン・C・エックルスも同賞を受賞している。ホジキンとハクスリーはイオンチャネル仮説を打ちたてたが、この仮説はわずか10年後に検証された。

## 家族
ハクスリーは、作家で編集者のレオナルド・ハクスリーと、後妻のロザリンド・ブルースの息子として生まれた。異母兄弟には作家のオルダス・ハクスリーや生物学者のジュリアン・ハクスリーがおり、父方の祖父には生物学者のトマス・ヘンリー・ハクスリーがいる。1947年、彼は遺伝学者マイケル・ピーズを父に、男爵ジョサイア・ウェッジウッドの娘のヘレン・ボーエン・ウェッジウッドを母に持つ、ジョセリン・リチェンダ・ガンメル・ピーズ（1925年 - 2003年）と結婚した。夫妻は1男5女をもうけた。
ハクスリーは1955年3月17日にロンドン王立協会フェローに選ばれ、1980年から1985年まで会長を務めた。同協会から1967年にクルーニアン・メダル、1973年にコプリ・メダルを受賞。1974年11月12日にはエリザベス2世からナイトに叙され、1983年11月11日にはメリット勲章を受勲した。

## ノーベル賞
イオンチャネル仮説を証明するために活動電位を測る実験で、｢ボルテージクランプ｣と呼ばれる電気生理学的な技術が初めて用いられた。この実験に使われたもう一つの大きな要素は大西洋イカ（Loligo pealei）の巨大な軸索であり、これによって、通常は扱えないほど小さな神経線維の電流を記録することができた。この実験は1935年にケンブリッジ大学でカエルの坐骨神経を使って始められ、第二次世界大戦による中断を挟みながら1940年代まで続けられた。戦後、ホジキンとハクスリーは1952年に理論を発表した。この論文の中は、世界で初めて生化学分野でコンピュータを使用したモデルの一つとなり、今後40年間の神経生物学のモデルの基礎となった。彼はケンブリッジ大学で1960年まで勤め、その後ユニヴァーシティ・カレッジ・ロンドンの生理学部門の長となった。1969年には王立協会付きの教授となり、ケンブリッジ大学トリニティ・カレッジのフェローとして、生理学や医学を教えた。
アンドリューは20世紀で最も偉大な数理生物学者であったとも言われている。彼はホジキンとの研究の中で、彼は神経インパルスに活動電位としての数学的な説明を与える一連の微分方程式を確立した。この仕事は、動物の神経系の理解に不可欠な電位依存性膜チャネルの研究の基礎となっている。他にも彼は、骨格筋の収縮の際に、アクチン-ミオシン繊維上でミオシンがスライドする原動力となるミオシンの架橋の様子を数学的に記述する方程式も考案した。この方程式は筋肉の収縮に関して全く新しいパラダイムを提供し、これによって、細菌以上のあらゆる細胞の運動に関する理解が可能となった。